# 33º Reggimento EW
Il 33º Reggimento EW è un Reggimento dell'Esercito Italiano inquadrato nella Brigata Informazioni Tattiche. È stato costituito nel 2002 dalla trasformazione del 33º Battaglione EW "Falzarego". Stanziato a Treviso il XXXIII Battaglione EW "Falzarego", era rimasto attivo fino al 2002, quando divenne il 33º Reggimento EW.
Il Reggimento, proveniente dall'Arma delle Trasmissioni fin dalla costituzione è specializzato nella guerra elettronica è articolato su un comando di reggimento, una compagnia comando ed un battaglione guerra elettronica (EW), pedina operativa dell'unità ed è alimentato con personale volontario proveniente da tutte le Armi e Corpi dell'Esercito.
La festa del reggimento, come per tutti i reggimenti delle Trasmissioni, cade il 24 giugno, anniversario della battaglia del Piave del 1918.

## Storia
Le origini del 33º reggimento EW risalgono alla compagnia Intercettazione e Radiogoniometria costituita nel 1956 a Roma, nell'ambito del 10º Battaglione trasmissioni. Nell'ottobre del 1958 la Compagnia veniva trasferita ad Arzene, dando vita ad un distaccamento con compiti di intercettazione e radiogonometria nella gamma HF.
Nel 1959 la compagnia veniva posta alle dipendenze del neo costituito 9º Battaglione trasmissioni, con sede a Roma, mentre due anni più tardi passava alle dipendenze del 32º Battaglione trasmissioni d'armata e nel 1962 veniva trasferita a Latisana.
Il 1º settembre 1964 la compagnia passava alle dipendenze del XXXII Battaglione trasmissioni, e il 19 dicembre 1969 veniva trasferita a Conegliano.
Il 1º settembre 1970 la compagnia veniva scorporata dal XXXII Battaglione trasmissioni, assumendo la denominazione di compagnia mista guerra elettronica, passando alle dipendenze del V Comiliter.
Il 5 febbraio 1975 la compagnia mista guerra elettronica, successivamente denominata 2ª compagnia (articolata su tre plotoni trasmissioni e una sezione di artiglieria con compiti di rilevazione antimissilistica), insieme alla neocostituita 1ª compagnia ESM costituivano il XXXIII Battaglione guerra elettronica "Falzarego", posto alle dipendenze del V Comando Militare Territoriale della Regione Militare Nord-Est.
Il 1º novembre 1975 il battaglione perdeva il numero romano ed acquisiva la numerazione araba diventando 33º Battaglione guerra elettronica "Falzarego".
Il 21 marzo 1976 il battaglione riceveva la Bandiera di guerra.
Il 1º marzo 1979 il battaglione passava alle dipendenze del Comando Trasmissioni del 5º Corpo d'armata e il 10 marzo 1979 con cerimonia ufficiale alla presenza del colonnello Canova, comandante del battaglione, e dei comandanti di compagnia, Tenente Luisotto per la 1ª compagnia e del capitano D'Oronzo comandante la 2ª compagnia, il 33º Battaglione trasmissioni "Falzarego" il basco grigioverde veniva sostituito dal basco nero del 5º Corpo d'armata di Vittorio Veneto; poco tempo dopo la 1ª compagnia veniva trasferita a Bassano mentre il comando, il plotone comando e la 2ª compagnia rimanevano a Conegliano.
Il 29 giugno 1985 dopo l'ultimo ammainabandiera nella caserma "San Marco" di Conegliano il battaglione lasciava la cittadina veneta, con il comando, il plotone comando e la 2ª compagnia trasferiti a Sacile, mentre la 1ª compagnia restava a Bassano.
Il 22 maggio 1991 la 2ª compagnia veniva trasferita a Treviso dove veniva raggiunta il successivo 16 settembre dal comando con il plotone comando; con il trasferimento il 15 novembre 1991 della 1ª compagnia da Bassano a Treviso, l'intero battaglione prendeva sede a Treviso.
Il 1º gennaio 1996 il battaglione passava alle dipendenze del Comando per le Informazioni e la Difesa Elettronica dell'Esercito, ridenominato nel settembre del 1999 C4-IEW delle FOTER.
Il 1º novembre 1998 il reparto assumeva la denominazione di 33º Battaglione IEW "Falzarego".
Il 28 ottobre 2002 il reparto viene elevato a rango reggimentale, assumendo la denominazione di 33º Reggimento EW, con il Battaglione "Falzarego" alle proprie dipendenze.
Il 1º settembre 2004 il 33º Reggimento EW è passato alle dipendenze della Brigata RISTA - EW, ed è l'unica unità in vita specializzata in guerra elettronica.
Il 05 novembre 2018 la Brigata RISTA - EW cambia denominazione in Brigata Informazioni Tattiche

## Riconoscimenti
il 28 aprile 2007 a Conegliano, i militari del 33º Reggimento EW, in rientro dai teatri operativi di Bosnia, Kosovo, Iraq e Afghanistan, hanno ricevuto la cittadinanza onoraria di Conegliano. L'iniziativa ha fatto seguito alla decisione del Consiglio Comunale della città, assunta all'unanimità il 26 luglio 2005, di concedere la cittadinanza onoraria al 33º Reggimento EW, considerato anche il fatto che il Battaglione "Falzarego" è stato l'ultimo reparto ad avere alloggiato nella Caserma "San Marco" della città.

## Stemma
Lo stemma del reggimento ha la seguente blasonatura: 
- Scudo: partito. Nel primo d'azzurro alla croce d'oro. Nel secondo d'argento all'antenna marconiana a telaio caricata, in decusse, da un cannone intrecciato alle folgori, il tutto d'oro
- Ornamenti esteriori: lista bifida: d'oro, svolazzante, collocata sotto la punta dello scudo, incurvata con la concavità rivolta verso l'alto, riportante il motto: "COL CUORE E CON L'INGEGNO"